# Eugen Stollreither
Eugen Stollreither (* 25. Dezember 1874 in München; † 31. März 1956) war ein deutscher Bibliothekar.

## Leben
Eugen Stollreither war der Sohn des Postamtsdirektors Leonhard Stollreither und dessen Ehefrau Elisabeth, geborene Birzer. Er besuchte das Ludwigsgymnasium in München und das Gymnasium in Neuburg an der Donau. Ab 1893 studierte er an der Ludwig-Maximilians-Universität München neuere Philologie u. a. bei Karl Borinski, Hermann Breymann und Moriz Carrière. 1896 legte er das Staatsexamen in romanischer, 1897 in englischer Philologie ab. Er wurde 1897 Volontär, 1898 Praktikant und schließlich Assistent an der Bayerischen Hof- und Staatsbibliothek in München. Er war als Vorstand des Ausleihamtes tätig, bis er 1921 aus gesundheitlichen Gründen vorübergehend in den Ruhestand versetzt wurde. Am 1. Mai 1924 übernahm er die Leitung der Universitätsbibliothek Erlangen, die er grundlegend modernisierte. Neben einer zeitgemäßen Katalogisierung der Bestände widmete er sich der Aufgabe, die Sondersammlungen der Bibliothek einer wissenschaftlichen Öffentlichkeit bekannt zu machen. Ab 1928 erschienen gedruckte Kataloge der graphischen Sammlung, der Münz- und Medaillensammlung, der lateinischen Handschriften, der Bilderhandschriften, der alten Bucheinbände sowie der Briefsammlung des Botanikers Christoph Jacob Trew aus dem 18. Jahrhundert. Am 14. November 1930 wurde Stollreither zum Honorarprofessor ernannt, die Bibliothekswissenschaft wurde von der Universität als Studienfach anerkannt.
Im Umfeld der Bücherverbrennung, die in Erlangen am 12. Mai 1933 auf dem Schloßplatz stattfand, sah sich Stollreither einer gegen seine Person gerichteten Kampagne ausgesetzt. Den Anfang machte ein Leserbrief in der Fränkischen Hochschulzeitung, einem von der Universität Erlangen herausgegebenen Nachrichtenblatt. Stollreither wurde zum Vorwurf gemacht, dass er sich in der Vergangenheit geweigert hatte, Adolf Hitlers Buch Mein Kampf in den Bestand der akademischen Lesezimmer der Universitätsbibliothek aufzunehmen. Ebenso wurde auf seine katholische Konfession hingewiesen, die im Gegensatz zur evangelischen Prägung der Universität und des überwiegenden Teils der Studentenschaft stünde. Im Juni setzte Julius Streichers Hetzblatt Der Stürmer die Diffamierung unter der Überschrift „Der Nazifresser Dr. Stollreither von Erlangen“ fort, wobei Stollreither auch wegen seiner Mitgliedschaft in der Bayerischen Volkspartei in die Kritik geriet. Weitere Angriffe folgten im Sommer in der Berliner Wochenschrift Fridericus und im Völkischen Herold. Ein Antrag nationalsozialistischer Studenten, Stollreither in Anwendung des Gesetzes zur Wiederherstellung des Berufsbeamtentums seines Amtes zu entheben, wurde vom zuständigen Ministerium im Dezember 1933 jedoch abschlägig beschieden.
Eugen Stollreither blieb während der gesamten NS-Zeit im Amt. Auch seine Tätigkeit im Verwaltungsrat des Germanischen Nationalmuseums übte er weiter aus. 1936 war er einer von zwei Vertretern der Universität Erlangen im Beirat zur Vorbereitung des 250-jährigen Jubiläums der Neustadt Erlangen. Erst im April 1948 übergab er 73-jährig die Leitung der Universitätsbibliothek an seinen Nachfolger. Stollreither starb 1956.
1937 wurde Eugen Stollreithers Wörterbuch des Buchs. Einführung in das Wissen von Schrift, Buch und Bibliothek als Band 1 der humanistischen Traditionen verpflichteten Buchreihe Sammlung Dieterich angekündigt. Als die Edition 1944 kriegsbedingt eingestellt werden musste, war dieser Band – wie 43 andere – noch nicht erschienen.

## Familie
Eugen Stollreither heiratete 1906 Rosa Minor, die Tochter des Versicherungsinspektors Adolf Minor. Ihr Sohn Konrad Stollreither (1922–2009) studierte Volkswirtschaftslehre und war von 1978 bis 1986 bayerischer Landesbeauftragter für den Datenschutz.

## Schriften (Auswahl)
- Quellennachweise zu John Gowers Confessio amantis. I. Teil, Inauguraldissertation, Kastner & Lossen, München 1901.
- Lebenserinnerungen des Joh. Christian v. Mannlich 1741–1822, Mittler, Berlin 1910
- Bildnisse des IX. – XVIII. Jahrhunderts aus Handschriften der Bayerischen Staatsbibliothek, Bd. 1: IX. – XIV. Jahrhundert, Reusch, München 1928
- Platen. Gedächtnisschrift der Universitätsbibliothek Erlangen zum hundertsten Jahrestag des Todes August von Platens, Universitätsbibliothek Erlangen, Erlangen 1936
- Ein unbekanntes Blatt des Psalters von 1459 (gefunden in der Universitätsbibliothek Erlangen), Mainz 1936
- Nekrologe, 1935–1940, Friedrich-Alexander-Universität, Erlangen, Friedrich-Alexander-Universität, Erlangen 1941